# Bathygobius niger
Bathygobius niger és una espècie de peix de la família dels gòbids i de l'ordre dels perciformes.

## Morfologia
Els adults poden assolir els 6 cm de longitud total.

## Distribució geogràfica
Es troba a Sud-àfrica, Índia i Sri Lanka.